# Michael Olise
Michael Akpovie Olise (Londra, 12 dicembre 2001) è un calciatore francese con cittadinanza britannica, centrocampista del Bayern Monaco e della nazionale francese.

## Biografia
Nato in Inghilterra, suo padre è nigeriano, mentre sua madre è franco-algerina. Anche suo fratello Richard è un calciatore.

## Caratteristiche tecniche
Di piede mancino, è un centrocampista offensivo molto versatile che trova la sua collocazione ideale come ala destra. Dotato di potenza di tiro, riesce a trovare il gol calciando bene anche da fuori area. Durante la sua carriera è stato schierato in più ruoli, da trequartista a esterno, rendendolo duttile e prezioso per la squadra. Molto abile nel dribbling, vanta un'ottima velocità palla al piede.

## Carriera

### Club

#### Giovanili e Reading
Nato in Inghilterra da una famiglia di origine nigeriana e algerina, trascorre il proprio percorso giovanile con le maglie di Chelsea, Manchester City e Reading; debutta in prima squadra il 12 marzo 2019 giocando l'incontro di Championship perso 3-0 contro il Leeds Utd. il 15 luglio 2019 firma il suo primo contratto professionistico e il 19 settembre 2020 realizza la sua prima rete, nella vittoria casalinga per 2-0 contro il Barnsley.

#### Crystal Palace
L'8 luglio 2021 viene acquistato per 9,3 milioni di euro dal Crystal Palace. Si rivela ben presto un affare date le ottime prestazioni ma rallentato da un infortunio alla coscia rimediato il 27 giugno 2023 che lo ha allontanato dai campi di gioco fino ai primi giorni di novembre. Michael si riprende e contribuisce alla lotta salvezza segnando ben 6 goal e fornendo 3 assist.
Il 3 febbraio 2024 il Crystal Palace, sotto di 3-0 contro il Brighton, inserisce Olise che era in dubbio per la gara: la sfortuna colpisce, entra in campo al 46' minuto ed è costretto a uscire soli 10 minuti dopo a seguito di uno strappo dopo uno scatto lungo la fascia. L'allenatore Roy Hodgson spiega poi ai microfoni che l'ha inserito per provare a dare una scossa alla gara ed erano fiduciosi che il ragazzo avesse recuperato, lo stop rischia di essere non inferiore a qualche mese. Dopo 2 mesi ritorna a collezionare ottime prestazioni, tra cui una doppietta nel 4-0 al Manchester United. Chiude poi la stagione, nonostante il lungo infortunio, in doppia cifra in termini di goal e con 6 assist in sole 19 partite di Premier League.

#### Bayern Monaco
Il 7 luglio 2024, viene ingaggiato a titolo definitivo dal Bayern Monaco, in Bundesliga, per 50 milioni di euro, firmando un contratto quinquennale con il club. In una stagione che vede il Bayern tornare campione di Germania dopo un anno di astinenza, Olise disputa una grandissima stagione, risultando uno dei migliori giocatori a livello mondiale realizzando 17 gol e 18 assist.

### Nazionale
Convocabile da Inghilterra, Francia, Algeria e Nigeria, sceglie di rappresentare la seconda, da cui viene convocato nel 2019 per il torneo di Tolone dalla Francia under 18. Nel marzo 2022 viene chiamato per la prima volta dall'under-21 dei transalpini, con cui esordisce il 24 del mese stesso nel successo per 2-0 contro le Fær Øer.
Convocato per la nazionale olimpica ai giochi di Parigi 2024, vince la medaglia d'argento, segna un gol nella vittoria per 3-0 contro gli Stati Uniti, nella partita contro la Guinea la squadra vince per 1-0 con il gol di testa di Kiliann Sildillia per merito del cross di Olise, con lo stesso risultato si conclude la partita contro l'Argentina ai quarti di finale dove Olise esegue un calcio d'angolo tramite il quale Jean-Philippe Mateta segna la rete della vittoria, nella semifinale Olise segna nei tempi supplementari la rete del 3-1 vincendo contro l'Egitto e accedendo alla finale contro la Spagna..
Nella finale del 9 agosto al "Parc  des Princes" egli gioca l'intera partita che la Francia perderà per 5 a 3 dopo i tempi supplementari.
In totale nel torneo gioca tutte le sei partite per un totale di 527' e sarà il miglior in assoluto negli assist (5).
Il 29 agosto 2024 viene convocato per la prima volta in nazionale maggiore, con cui esordisce il 6 settembre seguente nella sconfitta interna per 1-3 in Nations League contro l'Italia.
Il 23 marzo 2025 realizza la sua prima rete con la massima selezione francese nel ritorno dei quarti di Nations League contro la Croazia, in cui i francesi hanno avuto la meglio ai calci di rigore.

## Statistiche

### Presenze e reti nei club
Statistiche aggiornate al 12 luglio 2025.
| Stagione              | Squadra               | Campionato            | Campionato | Campionato | Coppe nazionali | Coppe nazionali | Coppe nazionali | Coppe continentali | Coppe continentali | Coppe continentali | Altre coppe | Altre coppe | Altre coppe | Totale | Totale | Totale |
| Stagione              | Squadra               | Comp                  | Pres       | Reti       | Comp            | Pres            | Reti            | Comp               | Pres               | Reti               | Comp        | Pres        | Reti        | Pres   | Reti   |        |
| --------------------- | --------------------- | --------------------- | ---------- | ---------- | --------------- | --------------- | --------------- | ------------------ | ------------------ | ------------------ | ----------- | ----------- | ----------- | ------ | ------ | ------ |
| 2018-2019             | Reading               | FLC                   | 4          | 0          | FACup+CdL       | 0               | 0               | -                  | -                  | -                  | -           | -           | -           | 4      | 0      |        |
| 2019-2020             | Reading               | FLC                   | 19         | 0          | FACup+CdL       | 3+1             | 0               | -                  | -                  | -                  | -           | -           | -           | 23     | 0      |        |
| 2020-2021             | Reading               | FLC                   | 44         | 7          | FACup+CdL       | 1+1             | 0               | -                  | -                  | -                  | -           | -           | -           | 46     | 7      |        |
| Totale Reading        | Totale Reading        | Totale Reading        | 67         | 7          |                 | 6               | 0               |                    | -                  | -                  |             | -           | -           | 73     | 7      |        |
| 2021-2022             | Crystal Palace        | PL                    | 26         | 6          | FACup+CdL       | 5+0             | 2               | -                  | -                  | -                  | -           | -           | -           | 31     | 8      |        |
| 2022-2023             | Crystal Palace        | PL                    | 37         | 12         | FACup+CdL       | 1+2             | 0               | -                  | -                  | -                  | -           | -           | -           | 40     | 12     |        |
| 2023-2024             | Crystal Palace        | PL                    | 19         | 10         | FACup+CdL       | 0               | 0               | -                  | -                  | -                  | -           | -           | -           | 19     | 10     |        |
| Totale Crystal Palace | Totale Crystal Palace | Totale Crystal Palace | 82         | 28         |                 | 8               | 2               |                    | -                  | -                  |             | -           | -           | 90     | 30     |        |
| 2024-2025             | Bayern Monaco         | BL                    | 34         | 12         | CG              | 2               | 0               | UCL                | 14                 | 5                  | Cmc         | 5           | 3           | 55     | 20     |        |
| Totale carriera       | Totale carriera       | Totale carriera       | 183        | 47         |                 | 16              | 2               |                    | 14                 | 5                  |             | 5           | 3           | 218    | 57     |        |

### Cronologia presenze e reti in nazionale
| Cronologia completa delle presenze e delle reti in nazionale ― Francia | Cronologia completa delle presenze e delle reti in nazionale ― Francia | Cronologia completa delle presenze e delle reti in nazionale ― Francia | Cronologia completa delle presenze e delle reti in nazionale ― Francia | Cronologia completa delle presenze e delle reti in nazionale ― Francia | Cronologia completa delle presenze e delle reti in nazionale ― Francia | Cronologia completa delle presenze e delle reti in nazionale ― Francia | Cronologia completa delle presenze e delle reti in nazionale ― Francia |
| Data                                                                   | Città                                                                  | In casa                                                                | Risultato                                                              | Ospiti                                                                 | Competizione                                                           | Reti                                                                   | Note                                                                   |
| ---------------------------------------------------------------------- | ---------------------------------------------------------------------- | ---------------------------------------------------------------------- | ---------------------------------------------------------------------- | ---------------------------------------------------------------------- | ---------------------------------------------------------------------- | ---------------------------------------------------------------------- | ---------------------------------------------------------------------- |
| 6-9-2024                                                               | Parigi                                                                 | Francia                                                                | 1 – 3                                                                  | Italia                                                                 | UEFA Nations League 2024-2025 - 1º turno                               | -                                                                      | 58’                                                                    |
| 9-9-2024                                                               | Décines-Charpieu                                                       | Francia                                                                | 2 – 0                                                                  | Belgio                                                                 | UEFA Nations League 2024-2025 - 1º turno                               | -                                                                      | 80’                                                                    |
| 10-10-2024                                                             | Budapest                                                               | Israele                                                                | 1 – 4                                                                  | Francia                                                                | UEFA Nations League 2024-2025 - 1º turno                               | -                                                                      | 70’                                                                    |
| 14-11-2024                                                             | Saint-Denis                                                            | Francia                                                                | 0 – 0                                                                  | Israele                                                                | UEFA Nations League 2024-2025 - 1º turno                               | -                                                                      | 70’                                                                    |
| 20-3-2025                                                              | Spalato                                                                | Croazia                                                                | 2 – 0                                                                  | Francia                                                                | UEFA Nations League 2024-2025 - Quarti di finale                       | -                                                                      | 84’                                                                    |
| 23-3-2025                                                              | Saint-Denis                                                            | Francia                                                                | 2 – 0 dts (5 – 4 dtr)                                                  | Croazia                                                                | UEFA Nations League 2024-2025 - Quarti di finale                       | 1                                                                      | 106’                                                                   |
| 5-6-2025                                                               | Monaco di Baviera                                                      | Spagna                                                                 | 5 – 4                                                                  | Francia                                                                | UEFA Nations League 2024-2025 - Semifinale                             | -                                                                      | 63’                                                                    |
| 8-6-2025                                                               | Stoccarda                                                              | Germania                                                               | 0 – 2                                                                  | Francia                                                                | UEFA Nations League 2024-2025 - Finale 3° posto                        | 1                                                                      | 68’                                                                    |
| Totale                                                                 |                                                                        | Presenze                                                               | 8                                                                      |                                                                        | Reti                                                                   | 2                                                                      |                                                                        |

| Cronologia completa delle presenze e delle reti in nazionale ― Francia olimpica | Cronologia completa delle presenze e delle reti in nazionale ― Francia olimpica | Cronologia completa delle presenze e delle reti in nazionale ― Francia olimpica | Cronologia completa delle presenze e delle reti in nazionale ― Francia olimpica | Cronologia completa delle presenze e delle reti in nazionale ― Francia olimpica | Cronologia completa delle presenze e delle reti in nazionale ― Francia olimpica | Cronologia completa delle presenze e delle reti in nazionale ― Francia olimpica | Cronologia completa delle presenze e delle reti in nazionale ― Francia olimpica |
| Data                                                                            | Città                                                                           | In casa                                                                         | Risultato                                                                       | Ospiti                                                                          | Competizione                                                                    | Reti                                                                            | Note                                                                            |
| ------------------------------------------------------------------------------- | ------------------------------------------------------------------------------- | ------------------------------------------------------------------------------- | ------------------------------------------------------------------------------- | ------------------------------------------------------------------------------- | ------------------------------------------------------------------------------- | ------------------------------------------------------------------------------- | ------------------------------------------------------------------------------- |
| 4-7-2024                                                                        | Bayonne                                                                         | Francia olimpica                                                                | 4 – 1                                                                           | Paraguay olimpica                                                               | Amichevole                                                                      | -                                                                               | 46’                                                                             |
| 11-7-2024                                                                       | Tolone                                                                          | Francia olimpica                                                                | 7 – 0                                                                           | Rep. Dominicana olimpica                                                        | Amichevole                                                                      | 2                                                                               | 62’                                                                             |
| 17-7-2024                                                                       | Tolone                                                                          | Francia olimpica                                                                | 1 – 1                                                                           | Giappone olimpica                                                               | Amichevole                                                                      | 1                                                                               | 72’                                                                             |
| 24-7-2024                                                                       | Marsiglia                                                                       | Francia olimpica                                                                | 3 – 0                                                                           | Stati Uniti olimpica                                                            | Olimpiadi 2024 - 1º turno                                                       | 1                                                                               | 82’                                                                             |
| 27-7-2024                                                                       | Nizza                                                                           | Francia olimpica                                                                | 1 – 0                                                                           | Guinea olimpica                                                                 | Olimpiadi 2024 - 1º turno                                                       | -                                                                               |                                                                                 |
| 30-7-2024                                                                       | Marsiglia                                                                       | Nuova Zelanda olimpica                                                          | 0 – 3                                                                           | Francia olimpica                                                                | Olimpiadi 2024 - 1º turno                                                       | -                                                                               | 64’                                                                             |
| 2-8-2024                                                                        | Bordeaux                                                                        | Francia olimpica                                                                | 1 – 0                                                                           | Argentina olimpica                                                              | Olimpiadi 2024 - Quarti di finale                                               | -                                                                               |                                                                                 |
| 5-8-2024                                                                        | Lione                                                                           | Francia olimpica                                                                | 3 – 1 dts                                                                       | Egitto olimpica                                                                 | Olimpiadi 2024 - Semifinale                                                     | 1                                                                               |                                                                                 |
| 9-8-2024                                                                        | Parigi                                                                          | Francia olimpica                                                                | 3 – 5 dts                                                                       | Spagna olimpica                                                                 | Olimpiadi 2024 - Finale                                                         | -                                                                               |                                                                                 |
| Totale                                                                          |                                                                                 | Presenze                                                                        | 10                                                                              |                                                                                 | Reti                                                                            | 5                                                                               |                                                                                 |

## Palmarès

### Club
- Campionato tedesco: 1

Bayern Monaco: 2024-2025
- Supercoppa di Germania: 1

Bayern Monaco: 2025

### Nazionale
- Argento olimpico: 1

2024